# Tibouchina tomentulosa
Tibouchina tomentulosa är en tvåhjärtbladig växtart som beskrevs av John Julius Wurdack. Tibouchina tomentulosa ingår i släktet Tibouchina och familjen Melastomataceae. Inga underarter finns listade i Catalogue of Life.